# Surite
La surite (simbolo IMA: Sur) è un minerale molto raro della classe minerale dei "silicati e germanati" con composizione chimica (Pb,Ca)3Al2(Si,Al)4O10(CO3)2(OH)3 • 0,3(H2O).
Strutturalmente appartiene ai fillosilicati ed è l'analogo dell'alluminio della ferrisurite, dominata dal ferro ((Pb,Ca)2.4Fe3+2(Si4O10)(CO3)1.7(OH)3 • n(H2O)).

## Etimologia e storia
Il minerale prende il nome dalla sua località tipo, la miniera di Cruz del Sur, in Argentina.

## Classificazione
Nella nona edizione della sistematica dei minerali di Strunz la surite è elencata nella classe "9. Silicati (germanati)" e da lì nella sottoclasse "9.E Fillosilicati"; questa è ulteriormente suddivisa in base alla struttura del minerale in modo tale che la surite possa essere trovata nella sezione "9.EC Fillosilicati con fogli di mica, composti di reti di tetraedri e ottaedri" insieme a ferrisurite, hanjiangite e niksergievite, con le quali forma il sistema nº 9.EC.75.
Tale classificazione viene mantenuta anche nell'edizione successiva, proseguita dal database "mindat.org", chiamata anche Classificazione Strunz-mindat.
Nella Sistematica dei lapis (Lapis-Systematik) di Stefan Weiß la surite è elencata nella classe dei "silicati" e da lì nella sottoclasse dei "silicati stratificati"; qui la surite è nella sottosezione dei "silicati stratificati simili alla mica con gruppi [Si4O10]4 e strutture correlate" dove forma il sistema nº VIII/H.24 insieme a britvinite, 	molibdofillite, roymillerite, niksergievite e ferrisurite.
Anche la classificazione dei minerali secondo Dana, usata principalmente nel mondo anglosassone, elenca la surite nella classe dei "fillosilicati" e nel gruppo dei "fillosilicati: fogli di anelli a 6 elementi con strati 2:1", dove forma il sistema nº 71.2.4 insieme alla ferrisurite.

## Abito cristallino
La surite cristallizza nel sistema monoclino nel gruppo spaziale P21 (gruppo nº 4) con i parametri reticolari a = 5,219(2) Å, b = 8,968(2) Å, c = 16,190(2) Å e β = 90,13(5)°, oltre a 2 unità di formula per cella unitaria.

## Origine e giacitura
La surite è stata trovata come riempimento delle fessurazioni nella zona ossidata di depositi di piombo-zinco-rame associata a caolinite, cerussite e quarzo.
Essendo molto rara, la surite è stata rinvenuta solo il pochi siti: a Ozieri (Sardegna, Italia); nella comarca di Vallès Oriental (Spagna); nella miniera di "Cruz del Sur" (provincia di Río Negro, Argentina); nel Croydon Shire (Queensland, Australia); nello Tsumeb (Namibia); nella contea di Pinal (Arizona, Stati Uniti).